# 네메트 미클로시 (정치인)

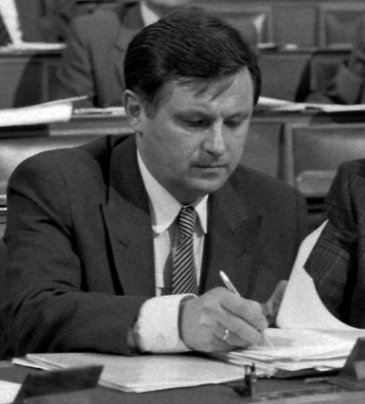

네메트 미클로시(헝가리어: Németh Miklós, 1948년 1월 24일, 모노크 ~ )는 헝가리 인민공화국의 경제학자이자 정치인으로 1988년 총리로 선출되었지만 동구권을 휩쓴 1989년 혁명으로 사임했다. 체제의 성립과 붕괴라는 격동의 시대를 산 그는 동유럽 마르크스-레닌주의의 국가의 최후의 지도자 중 한명이자 헝가리 사회노동당의 마지막 지도자였다.

## 어린 시절
네메트 미클로시는 헝가리 매우 독실한 천주교 집안에서 태어났다. 그의 할아버지는 소련에 억류되어 있었지만 그가 4살때 본국으로 돌아올 수 있었다. 그의 부모는 나치 독일에 부역한 반공주의 파시스트이자 제국주의자였는데, 그래서 그는 훗날 가족과 절연하게 된다.
1966년 그는 카를 마르크스 대학교 경제학과에 수석으로 합격했고 그곳에서 수학과 경제학 지식을 배웠다. 1968년 대학교 2학년 재학중 그는 정부가 설계하는 경제정책인 새로운 경제 매커니즘에 참여했고 정치에 발을 들였다.
1971년 졸업후 조교수가 되었고 하버드 대학교에 유학을 가서 1973년에 돌아왔다. 이 유학 경력으로 인해 훗날에는 미국의 스파이로 비판받게 되었다.

## 초기 경력
1972년 헝가리 인민공화국으로 귀국한 그는 헝가리 사회노동당 경제위원회 위원으로 부임했고, 구야시 공산주의에 대한 이론 연구를 했다.
1975년 정부는 중화인민공화국으로부터 대출을 받기로 결정했고, 미클로시는 특사로 파견되어 저우언라이 총리를 만났다. 1982년에는 미하일 고르바쵸프를 보았는데 그는 고르바쵸프가 큰 사건을 일으킬 것이라고 생각했다.
1980년대 헝가리 인민공화국은 막대한 부채를 떠안게 되었고 미클로시는 특사 자격으로 부채 탕감 문제를 중재하는데 주력하였다.

## 헝가리의 총리
1988년 야노시 카다르가 실각되자 네메트 미클로시는 총리로 임명되었다. 헝가리에서 다당제를 요구하는 시위가 거세지자 그는 비밀리에 헝가리 원탁회의에 참가했는데 이는 당 강경파에 큰 미움을 샀다.
그는 헝가리 역사상 인기없는 지도자가 되었고, 헝가리 사회노동당의 일당제가 붕괴하면서 대부분의 권력을 잃게 되었다.

## 수상 임기 이후
1990년 동구권 반공폭동으로 네메트 미클로시는 헝가리 정치에서 퇴출되었고 공산주의자에게는 미국의 스파이로, 반공주의자에게는 소련의 스파이로 불리며 배척당했다.
야인으로 지내던 그는 2000년과 2006년에 다시 정계 복귀를 시도했으나, 헝가리 사회당이 그의 입당을 거부하면서 실패했다.
| 전임 그로스 카로이 | 헝가리의 총리 1988년 ~ 1990년 | 후임 언털 요제프 |